# Islamismus
Islamismus je zastřešující pojem pro politické ideologie, které se odvolávají na islám jako základní zdroj politického a právního myšlení a požadují návrat muslimů ke svým náboženským kořenům. Islamismus je kontroverzní termín a jeho definice se různí.
Příkladem islamistického hnutí je organizace Islámský stát, která v západních i islámských státech šíří teror a odvolává se přitom na tradiční islámské hodnoty.
Někteří islamističtí myslitelé zdůrazňují důležitost nastolení islámského práva (šaría) mezi muslimy, panislamickou politickou jednotu a také likvidace nemuslimských, často západních vojenských, ekonomických, politických, sociálních a kulturních vlivů v muslimském světě z důvodu jejich nekompatibility s islámem.
Někteří pozorovatelé tvrdí, že principy islamismu jsou méně striktní a mohou být definovány jako forma „podpory [muslimské] identity, autenticity, obrození nebo obnovení muslimské komunity“.
Za významné osobnosti moderního islamismu jsou považováni např. Sajjid Qutb, Hasan al-Banná, Abul Ala Maududi, Taqiuddin al-Nabhani a ajatolláh Rúholláh Chomejní.